# 인천부평소방서
인천부평소방서(仁川富平消防署, Incheon Bupyeong Fire Station)는 인천광역시 부평구를 관할하는 인천광역시 소방본부 산하의 소방서이다.
소방서장은 소방정으로 보한다.

## 연혁
- 1980년 8월 1일: 인천북부소방서 개서
- 1992년 12월 1일: 인천서부소방서 분리
- 2000년 9월 25일: 인천계양소방서 분리
- 2007년 9월 5일: 인천부평소방서로 변경

## 조직
| - 소방행정과 - 행정팀 - 예산장비팀 | - 예방안전과 - 예방총괄팀 - 소방민원팀 - 안전지도팀 - 소방홍보팀 | - 대응구조구급과 - 대응관리팀 - 구조구급팀 | - 현장대응단 - 지휘조사팀 - 안전보건팀 |

## 관할센터 및 관할구역
인천부평소방서는 6개의 119안전센터와 1개의 구조대를 산하에 두고 있다.
| 명칭                     | 사진 | 주소          | 관할구역                       | 지역대 |
| ------------------------ | ---- | ------------- | ------------------------------ | ------ |
| 갈산119안전센터          |      | 부평대로 324  | 갈산 1·2동, 청천 1·2동         |        |
| 부평119안전센터          |      | 부평대로 8    | 부평 1·4·5·6동                 |        |
| 십정119안전센터          |      | 경원대로 1111 | 십정 1·2동                     |        |
| 산곡119안전센터          |      | 마장로 198    | 산곡 1·2·3·4동, 부평 2·3동     |        |
| 부개119안전센터          |      | 부개로 6      | 부개 1·2·3동, 부평 5동, 일신동 |        |
| 삼산119안전센터          |      | 충선로 252    | 삼산 1·2동                     |        |
| 인천부평소방서 119구조대 |      | 부평대로 324  | 인천광역시 부평구 일원         |        |

## 사건사고
- 2012년 11월 3일 물류창고에서 발생한 화재로 인해 1명이 순직하였다.[4]

## 같이 보기
- 대한민국 소방청
- 대한민국의 소방
- 소방관 계급